# Резервно копие
Резервно копие в информационните технологии се нарича копие на компютърни данни, съхранени на друго място, така че да могат да бъдат използвани за възстановяване на оригинала след евентуално събитие на загуба на данни. Формата на глагола, отнасяща се до процеса, е „правя резервно копие“, архивирам или резервирам, докато самият резултат е „резервно копие“ (на английски: backup). Резервните копия могат да бъдат използвани за възстановяване на данни след загубата им след изтриване или повреда или за възстановяване на данни от по-ранен период. Резервните копия осигуряват проста форма за възстановяване при бедствия; обаче не всички резервиращи системи са в състояние да възстановят напълно компютърна система или друга сложна конфигурация, като компютърен клъстер, активен сървър на директории или сървър на база данни.
Резервиращата система съдържа най-малко едно копие на всички данни, заслужаващи запазване. Изискванията към устройството за съхранение на данни могат да бъдат големи. Моделът на информационно хранилище предполага наличието на структура на това хранилище. Има различни видове носители за съхранение на данни, използвани за копиране и архивиране на данни, които вече са преобразувани в архивни файлове. Съществуват и различни начини за подредба на тези устройства, за да се осигури географска дисперсия, сигурност на данните и преносимост.
Данните се избират, извличат и обработват за съхранение. Процесът може да включва методи за работа с живи данни, включително отворени файлове, както и компресия, криптиране и избягване на дублиране на информацията. За архивиране на корпоративни клиенти и сървъри се прилагат допълнителни техники. Схемите за архивиране могат да включват предварителни тестове, с които да се потвърждава надеждността на архивираните данни. Във всяка резервираща система има ограничения и участва човешки фактор.